# نوردویک
نوردویک (به هلندی: Noordwijk) یک منطقهٔ مسکونی در هلند است که در هلند جنوبی واقع شده‌است. نوردویک ۳ متر بالاتر از سطح دریا واقع شده‌است.

## خواهرخوانده
شهر مانتون خواهرخواندهٔ نوردویک هست.

## نگارخانه

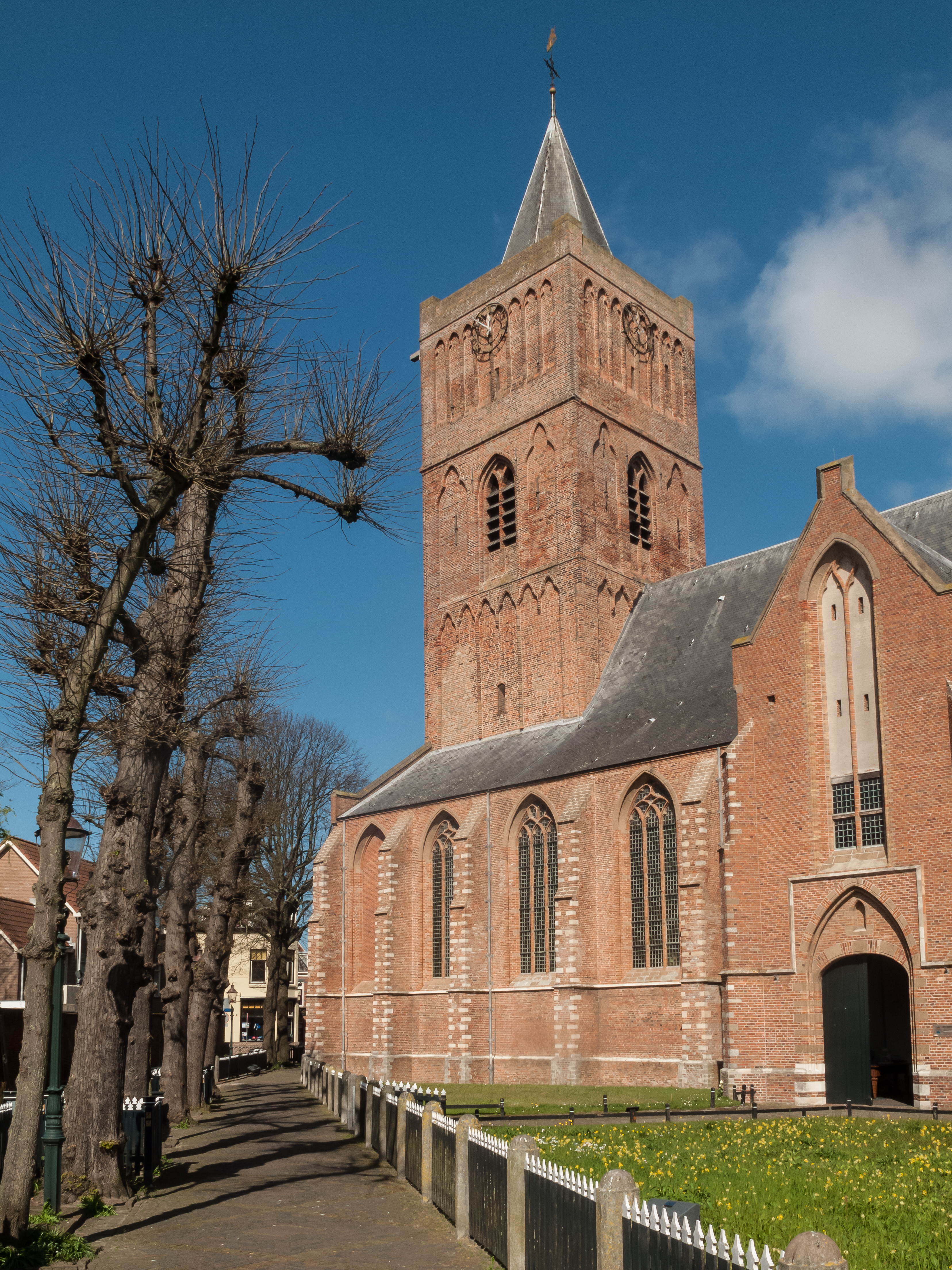
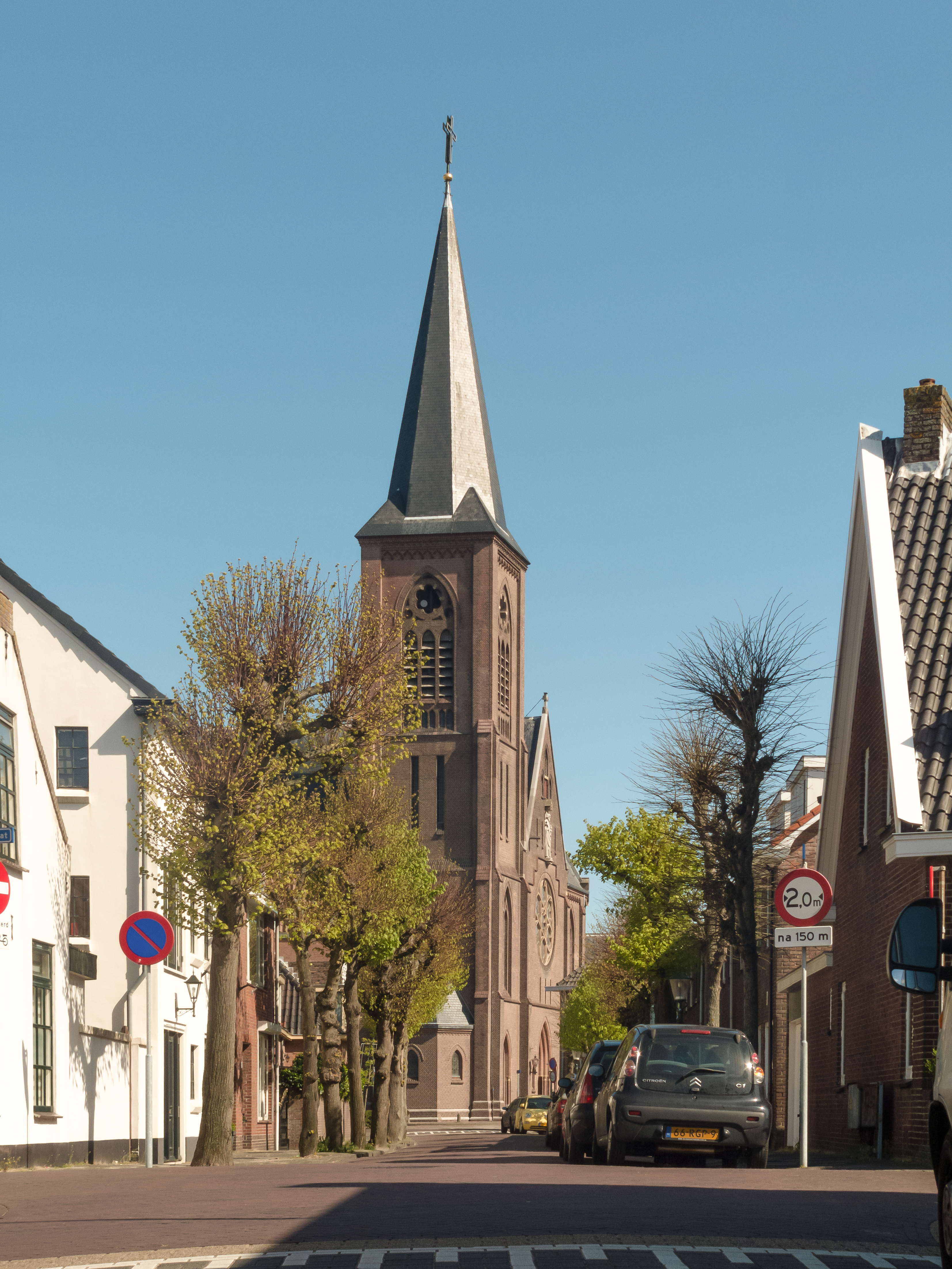
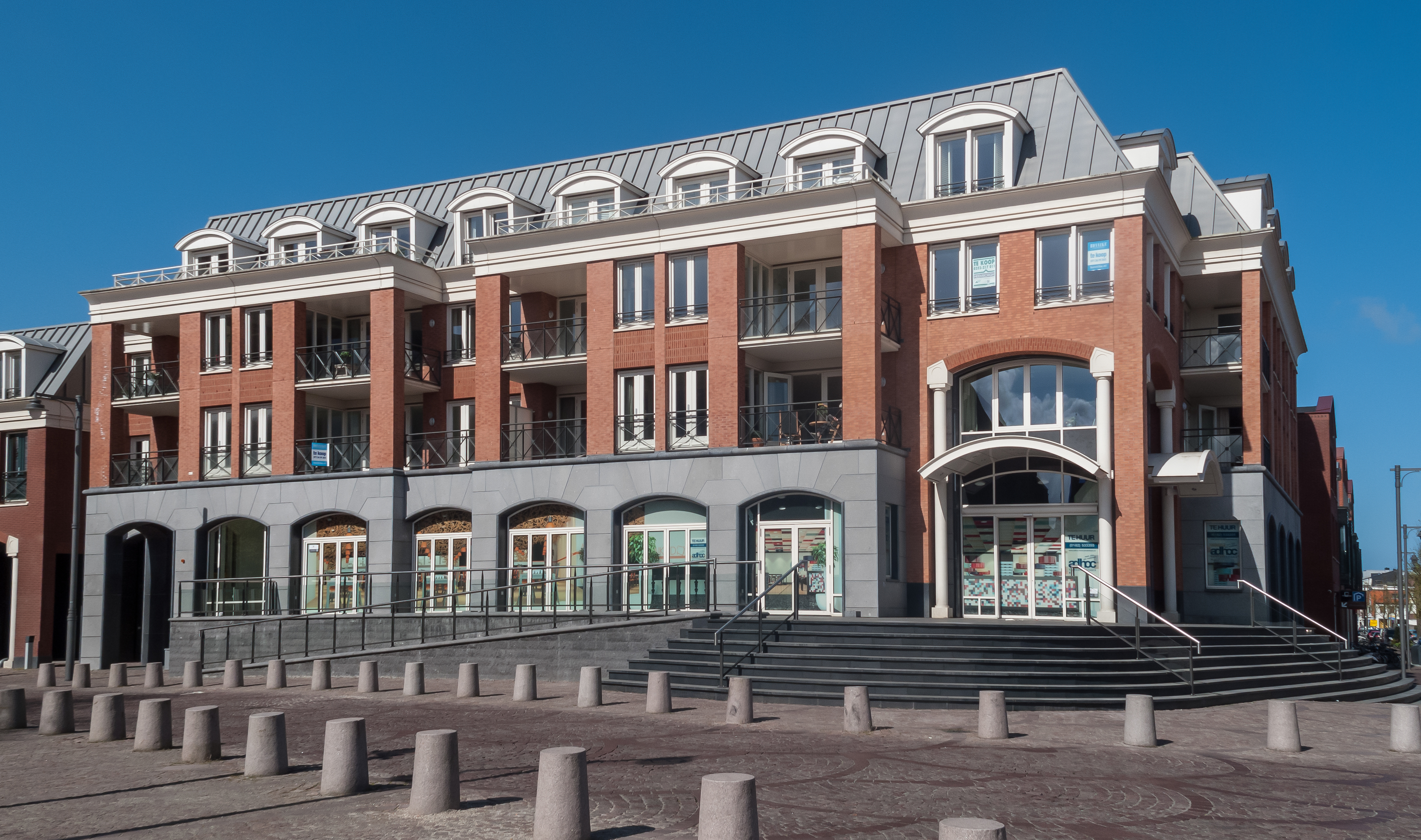
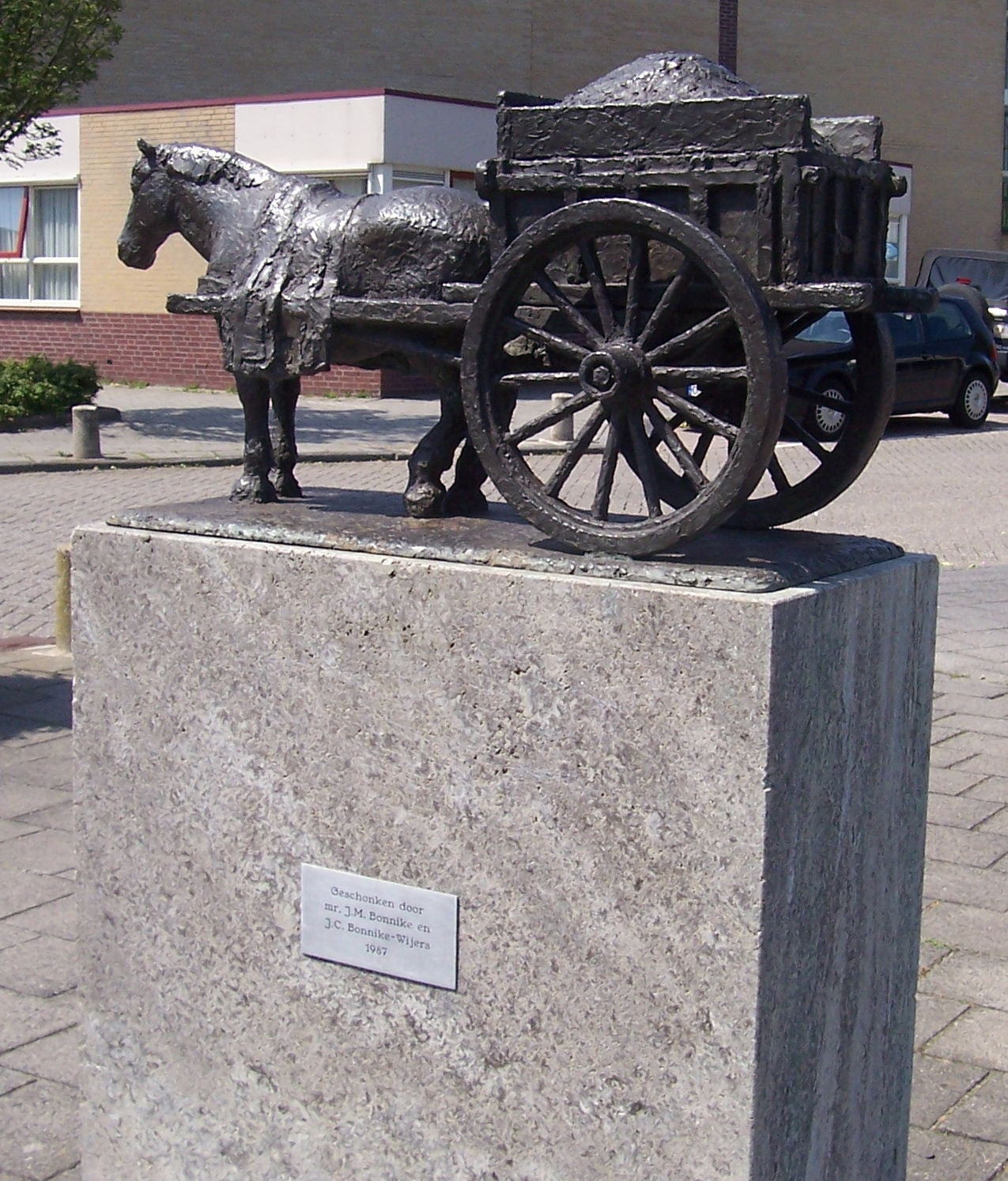